# Pietro Martini
Pietro Martini (Cagliari, 29 settembre 1800 – Cagliari, 17 febbraio 1866) è stato uno storico, bibliotecario e politico italiano.

## Biografia
Nacque nel 1800 a Cagliari. Si laureò in giurisprudenza all'Università di Cagliari in utroque iure nel 1823. Lavorò presso la segreteria di Stato e di guerra del Regno di Sardegna dal 1826 al 1842, quando per motivi di salute lasciò l'impiego e divenne direttore della Biblioteca universitaria di Cagliari.
Negli anni trenta e fino al 1849 fu redattore, assieme ai suoi fratelli Antonio e Michele, del settimanale L'Indicatore sardo, un periodico della Restaurazione che sosteneva l'assolutismo monarchico; negli stessi anni cominciò a pubblicare le prime opere di argomento letterario e storico.
Pubblicò una vasta raccolta biografica sugli uomini illustri della Sardegna nel 1837-38 e si dedicò inoltre alla storia ecclestiastica sarda; la sua opera più importante è la Storia di Sardegna dall'anno 1799 al 1816.
Fu ingannato dalle cosiddette Carte di Arborea, una serie di documenti apparsi nel 1845, che Martini iniziò a pubblicare dal 1846, ma che in seguito si rivelarono il frutto di una falsificazione; il dibattito proseguì fino al 1870, con il pronunciamento di una commissione dell'Accademia delle scienze di Berlino. Il falsario non fu mai trovato e quindi non avvenne mai un processo, ma è plausibile ipotizzare che lo stesso Martini abbia partecipato alla creazione del caso delle Carte.
Nelle elezioni del Parlamento del Regno di Sardegna dell'aprile 1848 fu eletto deputato, ma rassegnò le dimissioni alcuni mesi dopo essendo malato.
Morì nel 1866 a Cagliari, dove fu sepolto nel cimitero monumentale di Bonaria. Gli è stato intitolato un istituto tecnico commerciale nella città di Cagliari.

## Opere
- Biografia sarda, 1837-1838.
- Storia ecclesiastica di Sardegna, 3 voll., Cagliari 1839-1840.
- Storia di Sardegna dall'anno 1799 al 1816, 1852.
- Pergamene, codici e fogli cartacei di Arborea, Cagliari, Timon, 1863.
- Appendice alla raccolta delle pergamene dei codici e fogli cartacei di Arborea, Cagliari, Timon, 1865.